# Скрицкий, Николай Александрович
Николай Александрович Скрицкий (5 декабря 1878 — 26 марта 1951) — учёный, радиоинженер, изобретатель, ученик А. С. Попова, один из основоположников развития радиотехники в России, строитель мощных радиостанций, педагог, профессор.

## Биография
Скрицкий родился 5 декабря 1878 года на полустанке Погорельцы Духовщинского уезда Смоленской губернии. Его отец Александр Петрович Скрицкий (1852—1918) был служащим Моcковско-Брянской железной дороги, с 1895 года работал начальником железнодорожной станции Брест-Литовск.

### Ранние годы
В 1897 году, после окончания гимназии в Вязьме с золотой медалью, Николай Скрицкий поступил на физико-математический факультет Императорского Московского университета. В 1900 году, будучи студентом, написал первую научную статью «О кристаллической форме среднего лимоннокислого натрия» опубликованную в бюллетене Московского общества испытателей природы. В 1901 году, после окончания университета с дипломом первой степени, был оставлен там по рекомендации В. И. Вернадского, стипендиатом для подготовки к профессорскому званию, но по состоянию здоровья ушёл из университета. Увлёкшись беспроволочным телеграфированием и радиотехникой, поступил на 3-й курс Санкт-Петербургского электротехнического института Александра III (ЭТИ), где с 1902 года вёл курс «Телеграфирование без проводов» профессор кафедры электрических телеграфов А. С. Попов. Скрицкий стал ближайшим учеником и помощником А. С. Попова.

### Служба в Российской империи
На период поступления в ЭТИ Скрицкий был женат и имел сына. Чтобы содержать семью он параллельно с учёбой работал. В декабре 1905 года студента электротехнического института Скрицкого назначили начальником дворцовых радиостанций, оборудованных в Зимнем дворце в Петербурге и Александровском дворце в Царском Селе. 10 января 1906 года он был определён младшим механиком низшего разряда Санкт-Петербургского почтово-телеграфного округа, в ноябре 1906 года получил чин коллежского секретаря. В июне 1907 года по окончании ЭТИ повышен в звании до инженера-электрика 1-го разряда, а в декабре того же года получил высший разряд младшего механика.
31 июля 1908 года Скрицкий был откомандирован в ЭТИ внештатным преподавателем на кафедру электрических телеграфов, там же он организовал одну из первых в России лабораторию по беспроволочному телеграфированию. Параллельно он продолжал работать в почтово-телеграфном округе. В январе 1908 года произведён в чин титулярного советника, а в сентябре был направлен в центральную Сиверскую телефонную станцию.
В 1909 году находился в научной заграничной командировке, посетил Германию, Голландию, Италию, Францию и Швейцарию, где изучал организацию радиотелеграфии. Кроме того, выполнял поручение Главного жандармского управления по изучению состояния развития там авиации и возможности радиосвязи с дирижаблями, о чём докладывал после возвращения в России на совещании представителей армии и флота. 22 апреля 1909 года Скрицкий сделал доклад на 14-й общероссийской конференции Телефонно-телеграфного технического общества, в котором обосновал необходимость скорейшего строительства радиостанции в устье Амура и на Камчатке. В 1910 году он был направлен в годичную командировку в Берлин, где по заданию Главного управления почт и телеграфов (ГУПиТ) принимал радиотелеграфные станции системы «Телефункен» для Петропавловска — на Камчатке и Николаевска — на Амуре.

Коллежский асессор Н. А. Скрицкий, 1910 г.

1 августа 1910 года Скрицкий был утверждён в должности младшего сверхштатного лаборанта в лабораторию беспроводного телеграфа ЭТИ «с поручением преподавания и проектирования». В январе 1911 года произведён за выслугу лет в коллежские асессоры. 1 мая 1911 года Скрицкий назначен старшим механиком почтово-телеграфного округа, а с 1 июня того же года был переведён в Царскосельскую дворцовую телеграфную контору. Весной 1912 года Н. А. Скрицкий был участником Международной радиотелеграфной конференции по беспроволочной телеграфии, которая проходила в Лондоне. В сентябре 1912 года Н. А. Скрицкий был назначен делопроизводителем вновь созданного в том же году Междуведомственного радиотелеграфного комитета, в этой должности оставался до 1918 года.
С июня по сентябрь 1913 года Н. А. Скрицкий находился в научной командировке в Лондоне и Берлине. Вернувшись в Россию, сдал экзамен на степень магистра российских университетов. В 1913—1915 годах работал над диссертацией для получения звания адъюнкта ЭТИ по электрическим телеграфам, написал три научные работы. В январе 1915 года Скрицкий за выслугу лет получил чин надворного советника. 25 января 1915 года защитил публично диссертацию на учёную степень адъюнкта. 1 марта 1915 года назначен штатным преподавателем ЭТИ.
Скрицкий принимал активное участие в проектировании и строительстве целого ряда мощных правительственных радиостанций, строившихся в этот период по границам России, особенно морским в бассейнах Каспийского и Балтийского морей, а также на Крайнем Севере и Дальнем Востоке.
Совместно с преподавателем ЭТИ В. И. Коваленковым инженер Скрицкий разработал ряд патентных заявок на устройство электронной лампы, действие которой в схеме телефонной трансляции, в 1915 году Коваленков демонстрировал на съезде инженеров-электриков. Однако на это изобретение патент не был получен. В том же году Скрицкий вместе с инженером Института путей сообщения А. Шварцем создали электрод для катодной трубки (привилегия на изобретение была получена 31 марта 1917 года).
С самого начала Первой мировой войны Скрицкий был назначен консультантом Военного и Морского ведомств. В 1915 году он разработал, и предоставил Морскому ведомству патенты по созданию мощных радиопередатчиков и искрового разрядника. В августе того же года, став вольнонаёмным минного отдела Главного управления кораблестроения, который ведал радиосвязью, совместно со своим учеником и помощником И. Г. Фрейманом, приступил к проектированию сверхмощной радиостанции (300 кВт) для нужд флота на Дальнем Востоке. К началу 1916 года проект был готов, и Морское ведомство начало строительство радиостанции на о. Русском около Владивостока для связи с судами в Тихом океане, а также с Москвой (через проектируемую радиостанцию в Томске) и Америкой. В конце года Скрицкий выехал на Дальний Восток для руководства стройкой. В течение 1916—1917 гг. Н. А. Скрицкий и И. Г. Фрейман по очереди выезжали на Дальний Восток для наблюдения за ходом строительства станции.
26 декабря 1916 года Скрицкий был утверждён экстраординарным профессором ЭТИ. В начале 1917 года он был назначен постоянным членом Технического комитета Управления военного воздушного флота.

### В советский период
После Февральской революции 1917 года Скрицкий получил распоряжение срочно продолжать работы по строительству радиостанции на о. Русский. В связи с тем, что строительство станции требовало постоянного наблюдения, он вызвал во Владивосток жену с двумя сыновьями. После Октябрьской революции, в декабре 1917 года Скрицкий экстренно выехал в Петроград, для выяснения вопроса о дальнейшем строительстве станции и получил поручение от Верховного главнокомандующего и комиссара по военным и морским делам Н. В. Крыленко о срочной достройке радиостанции для связи с центром. Однако из-за нехватки средств и остановки работы промышленности оборудование из Петрограда для станции не поставлялось, а в начале 1918 года началась интервенция Дальнего Востока. 5 апреля отряд американских войск захватил остров Русский и недостроенную радиостанцию. Скрицкий остался без работы.
27 декабря 1918 года Скрицкий был назначен начальником радиошколы морского ведомства во Владивостоке, где он также преподавал предмет радиотелеграфии. 28 февраля 1919 года ему была объявлена благодарность командующего Морскими силами Дальнего Востока «за высокополезную деятельность по организации учебной части радиошколы». 3 марта 1919 года Н. А. Скрицкий по личной просьбе был отчислен от должности начальника школы.
С июня 1920 года был заведующим кафедрой электротехники, а затем деканом механического факультета Владивостокского политехнического института. В феврале 1921 года Скрицкий принял предложение дирекции службы связи Голландской Ост-Индийской компании заняться постройкой радиостанций на о. Ява, куда и выехал вместе с семьёй. Проработал там до 1923 года. По истечении контракта, в феврале 1924 года возвратился в Россию, на должность профессора и начальника лаборатории электровакуумной техник ЛЭТИ. В 1925 году возглавил новую кафедру «Общая радиотехника», затем был назначен проректором ЛЭТИ по учебной работе, а в 1928 — деканом электрофизического факультета института.
С 1925 года являлся помощник заведующего по научной части и заместителем председателя Научного совета Ленинградской экспериментальной электротехнической лаборатории НТО ВСНХ, вёл консультационную работу в Управлении связи Ленинградской области. В 1928—1930 годах Скрицкий спроектировал и оборудовал первую в Ленинграде радиовещательную станцию, размещавшуюся в ЛЭТИ и работавшую по городской телефонной сети и на дальнюю радиотрансляцию, впервые в СССР он организовал радиотеатр, разработал усилители звука для тугоухих (его младший сын Владимир был практически глухим).
В 1929 году был назначен главным инженером строительства мощной радиостанции (100 кВт) в Колпино под Ленинградом. В ноябре 1930 года был арестован по ложному доносу о вредительстве. В декабре 1931 года был освобождён за отсутствием состава преступления. За полтора года нахождения в тюрьме потерял жену (покончила самоубийством) и старшего сына (умер).
После освобождения Скрицкий работал заместителем начальника стройконторы радиосвязи в Наркомате путей сообщения. В 1932—1934 годах строил приёмно-передающую радиостанцию под Люберцами в Московской области, затем, в 1934—1937 годах руководил строительством мощной радиостанцией в Ташкенте. Был назначен начальником технического сектора службы связи и сигнализации ташкентской железной дороги, затем работал в Ашхабаде. В Узбекистане читал лекции в Государственном Ташкентском университете, в Среднеазиатском индустриальном институте, в Институте повышения квалификации Наркомата лёгкой промышленности. В 1937 году Скрицкий со второй женой и маленьким сыном уехал в Вязьму, где работал преподавателем в филиале Московского строительного института и одновременно инженером связи в Управлении строительства автомагистрали Москва — Минск, кроме того вёл занятия в школах. В декабре 1938 года переехал с семьёй в Саратов, где ему было предложено преподавательская должность в Саратовском автодорожном институте им. В. М. Молотова. В феврале 1941 года был утверждён в учёном звании профессора.
Умер Н. А. Скрицкий 26 марта 1951 года в Саратове.

## Семья
Скрицкий был женат первым браком на Татьяне Михайловне, которая после ареста мужа в 1930 году покончила жизнь самоубийством. В июле 1931 года, после нервного потрясения от ареста отца и смерти матери, умер старший их сын Александр. Младший сын Владимир, несмотря на глухоту, получил высшее образование, стал инженером, вместе с отцом строил радиостанции, после смерти отца работал в НИИ, жил в Малаховке Московской области. Николай Скрицкий в середине 1935-х годов женился второй раз, в новой семье родился сын.
Внук Николая Александровича — Николай Владимирович Скрицкий (рожд. 1946) был назван в честь деда, стал историком флота, писателем, автором биографических книг из серии «Самые знаменитые» об адмиралах, флотоводцах, кораблестроителях и авиаконструкторах.

## Награды
- орден Святой Анны 3 степени (декабрь 1911);
- орден Святого Станислава 2 степени (декабрь 1915)[5].